# Krzysztof Wielicki
Krzysztof Jerzy Wielicki, född 5 januari 1950 i byn Szklarka Przygodzicka, Polen, är en polsk bergsbestigare, sedd av många som en av de största bergsklättrarna i polsk historia.
Han har bestigit samtliga berg över 8000 meter (Himalayas och Karakorams krona) och är femte person att göra detta. Han är även den första någonsin som bestigit Mount Everest, Kangchenjunga och Lhotse vintertid. Han klättrade för sista gången 1996 i en lyckad solo-expedition till Nanga Parbat.

## Uppväxt
Krzysztof Wielicki föddes 5 januari 1950 i Szklarka Przygozicka i Storpolen. Han tog examen i Wroclaws tekniska universitet (Politechnika Wrocławska, WUST) där han studerade elektronik och även var ordförande för turistkommittén i den polska studentföreningen på fakulteten för elektronik.
Han började med bergsklättring 1970 i Sokoliki. Det var under sitt tredje år av studier som han började klättra i Karkonosze, där han också drabbades av en olycka som orsakade tre frakturer i ländryggen. På samma universitetsprogram studerade även Wanda Rutkiewicz, Wojtek Kurtyka och Bogdan Jankowski som alla hade en passion för bergsklättring men inte tillgång till adekvat utrustning men trots allt genomförde imponerande toppbestigningar. 1972 deltog han i en kurs för bergsklättring som hölls av Wanda Rutkiewicz.

## Bestigningar
1973 uppnådde han sitt första internationella rekord när han blev den första att genomföra Via Italiano-Francese på Punta Civetta på en dag tillsammans med Bogdan Nowaczyk. Han började därefter klättra i Kaukasus, Hindukush (innan kriget i Afghanistan) och Pamir.
17 februari 1980 som medlem i en polsk expedition som leddes av Andrzej Zawada blev Leszek Cichy och Wielicki de två första att bestiga Mount Everest under vintern. Wielicki var den första som klarade av att bestiga Mount Everest, Kangchenjunga och Lhotse under vintern (3 av de 4 högsta topparna i världen).
Han besteg även Broad Peak (K3) ensam och var den första som gjorde det under 24 timmar. Även Dhaulagiri och Shishapangma besteg han ensam och etablerade dessutom nya rutter för andra att använda. Vid bestigningen av Gasherbrum II och Nanga Parbat blev detta endast bevittnat av ett fåtal pakistanska fåraherdar. Han deltog i flera expeditioner till K2, 1996 besteg han detta berg på norrsidan tillsammans med två italienska bergsklättrare.
Från 2002 har han organiserat ett par expeditioner för att bestiga K2 vintertid där samtliga slutat utan framgång. 2013 organiserade han en expedition för att bestiga Broad Peak (K3) vintertid, dock dog två klättrare (Berbeka och Kowalski) under nedfärden. 2018 organiserade han en ny expedition för att bestiga K2 vintertid (detta var Nims Purja med team först med att klara 2021) men försöket avbryts för att genomföra en räddningsaktion på Nanga Parbat. 
| År        | Topp               | Meter över havet | Anmärkning                                             |
| --------- | ------------------ | ---------------- | ------------------------------------------------------ |
| 1980      | Mount Everest      | 8848             | Första bestigningen under vintern av topp över 8000 m. |
| 1984      | Broad Peak (K3)    | 8051             | Första bestigningen under 24 timmar ensam.             |
| 1984/1992 | Manaslu            | 8163             | Ny rutt på den sydsydöstra sidan                       |
| 1986      | Kangchenjunga      | 8586             | Första bestigningen under vintern.                     |
| 1986      | Makalu             | 8485             | Alpinstil (självförsörjande klättring).                |
| 1988      | Lhotse             | 8516             | Första bestigningen under vintern (solo).              |
| 1990      | Dhaulagiri         | 8167             | Ny rutt, solo-expedition.                              |
| 1991      | Annapurna Massivet | 8091             | Bonington-rutten                                       |
| 1993      | Cho Oyu            | 8201             | Polska-rutten.                                         |
| 1993      | Shishapangma       | 8027             | Ny rutt på södra sidan, under 24 timmar (solo).        |
| 1995      | Gasherbrum II      | 8035             | Soloexpedition.                                        |
| 1995      | Gasherbrum I       | 8080             | Alpinstil.                                             |
| 1996      | K2                 | 8611             | Nordvästra rutten.                                     |
| 1996      | Nanga Parbat       | 8126             | Kinshofer-rutten, soloexpedition.                      |

## Erkännande
2001 erhöll han Lowell Thomas-priset av The Explorers Club. Han har också erhållit Kommendörskorset av Polonia Restituta 2003 för sina bedrifter inom alpin klättring och för att göra bergsklättring populärt. 2015 erhöll han ett pris från Wrocławs tekniska högskola för sina bedrifter i alpin klättring. 
2017 blev en asteorid döpt efter honom (173094 Wielicki) godkänt av den internationella astronomiska unionen.
2018 erhöll han tillsammans med Reinhold Messner, Prinsessan av Asturiens pris i sportkategorin. 2019 tilldelades även Piolet d'Or (Gyllene isyxan) den elfte utmärkelsen för livstidsprestation (11th lifetime achievement award), som anses bland de mer prestigefyllda priser en alpin klättrare kan få.

## Övrigt
I januari 2022 släppte han sin autobiografi som fick titeln Solo. Moje samotne wspinaczki (Solo. Mina ensamma klättringar.)